# 速水陽子
速水 陽子（はやみ ようこ、1960年8月19日 - ）は、1980年代に活躍した日本の元歌手。大阪府出身。本名、初田 順子（はつた じゅんこ）。
渡辺プロダクションに所属していた。

## 来歴
四天王寺学園高等学校卒業。高校在学中から平尾昌晃音楽教室大阪校に通って亀渕友香に師事してレッスンを受けており、そこでプロデューサーに見出されてスカウトされ、高校卒業後上京。上京1年目にニッポン放送『ザ・パンチ・パンチ・パンチ』の7代目パンチガールに選ばれ、松田聖子、戸田裕子と共に1980年1月から同年12月まで1年間、本名の初田順子で出演。
『ザ・パンチ・パンチ・パンチ』降板後の1981年、芸名を速水陽子とする。この芸名は、本人自ら「いつも留まることの無い、水のような女になりたい」「水、湯、水蒸気と色々形を変えて、どんな形の物にも当てはまるような柔軟性を持って常に変わっていきたい」と話していたことから、池田満寿夫が名付けた。この年には和泉友子、若杉ひと美、沢田富美子と共に「ナベプロ四人娘」としても売り出される。1981年8月1日のシングル『い・か・が』（日本コロムビア）で歌手デビュー、同年5月12日放送開始のテレビドラマ『野々村病院物語』（TBS）で女優デビューも果たした。
シングル2枚、アルバム1枚を発売したが、以後歌手活動から退いている。

## 人物
公表されていたサイズは、身長161cm、B80cm、W58cm、H84cm。血液型はAB型。一人っ子。
趣味は乗馬、バスケットボール、映画鑑賞、メディテーション（瞑想）。好きな音楽はブリティッシュロック。本人曰く「喜怒哀楽が激しく、割と思い込みが強く、一つのことに傾倒しちゃう」といった性格。
歌手デビューする際に付けられたキャッチコピーは「セン知的メンタル少女」。少女時代から沢田研二ファンで、ロック少女だった。そのようなことから、歌手デビューして間もない頃には「早くジュリーのような華麗なステージを実現させたい」「“女ジュリー”と呼ばれてみたいな」と話していたことがあり、これらから「女ジュリー」とも呼ばれていた。また、本人の曲について「1950年代のサウンドを基調」と紹介されたり、また本人自身も「1930年代を感じさせる女」「1930年代のヨーロッパを思わせる妖艶さ」と紹介されたこともあった。
自身の歌手活動について、インタビューで「仕事の部分はそれで色んなことをやっていきたいから、歌手としての自分と現実の自分をしっかり分けたい。そのためには、（当時の沢田研二のように）私生活を隠すという手はあるけど、全てさらけ出したら煮詰まっちゃうんじゃないかと思って、やっぱり初田順子としての自分は守り続けたいという考えはあります。作られた部分と言うのは確かにあるけど、これは全くの嘘じゃないんです。だから自分が代わっていくのが楽しいくらい」と言ったことを話していたことがある。また同様に「初田順子と速水陽子とでは一線を引いて生きているつもり」とも言っている。

## ディスコグラフィー

### シングル
| 発売日         | レーベル       | 面 | タイトル             | 作詞     | 作曲       | 編曲     | 備考                                                                 |
| -------------- | -------------- | -- | -------------------- | -------- | ---------- | -------- | -------------------------------------------------------------------- |
| 1981年8月1日   | 日本コロムビア | A  | い・か・が           | 神田広美 | 亀井登志夫 | 後藤次利 | オリコンで残る記録では、最高位92位、 登場週数4週、売り上げ10,000枚。 |
| 1981年8月1日   | 日本コロムビア | B  | ウナ・セラ・ディ東京 | 岩谷時子 | 宮川泰     | 後藤次利 | オリコンで残る記録では、最高位92位、 登場週数4週、売り上げ10,000枚。 |
| 1981年10月21日 | 日本コロムビア | A  | やっぱり             | 神田広美 | 亀井登志夫 | 白井良明 |                                                                      |
| 1981年10月21日 | 日本コロムビア | B  | アルフィー           | 神田広美 | 後藤次利   | 後藤次利 |                                                                      |

### アルバム
| 発売日 | レーベル       | 規格 | アルバム | 備考                                          |
| ------ | -------------- | ---- | --- | --------------------------------------------- |
| 1981年 | 日本コロムビア | LP   | センチメンタル倶楽部 1. センチメンタル倶楽部 2. い・か・が 3. 何もいわないで 4. おじゃまかしら 5. ウナ・セラ・ディ東京 6. 恋のフーガ 7. 忘れましょう 8. ブーベの恋人 9. そばに来ないで 10. 死ぬほど愛して 11. やっぱり 12. アルフィー | 2000年12月5日にCD化されPARADE LABELより発売。 |

## 出演

### テレビドラマ
- 野々村病院物語（TBS）- 1981年5月12日～11月3日、三田礼子 役
- もんもんドラエティ（テレビ東京）- 第18回 ゲスト出演

### ラジオ
- ザ・パンチ・パンチ・パンチ（ニッポン放送）- 7代目パンチガールとして、松田聖子、戸田裕子と共に1980年1月～同年12月まで本名の初田順子で出演。
- ミュージックブルペン（かしわプロダクション制作　1981年当時）[5]

### 映画
- 幻の湖（1982年9月11日公開、東宝） - 歌手 役[3]